# Autobahndreieck Spreewald
Das Autobahndreieck Spreewald (Abkürzung: AD Spreewald; Kurzform: Dreieck Spreewald) ist ein Autobahndreieck in Brandenburg, das sich bei Lübbenau/Spreewald befindet. Es verbindet die Bundesautobahn 13 (Berlin – Dresden) mit der Bundesautobahn 15 (Lübbenau/Spreewald – Forst (Lausitz)).

## Geographie
Das Dreieck liegt auf dem Stadtgebiet von Lübbenau in den Gemarkungen der Ortsteile Groß Beuchow, Groß Klessow und Kittlitz im Landkreis Oberspreewald-Lausitz. Die umliegenden Städte und Gemeinden sind Lübben, Vetschau/Spreewald, Calau und Luckau. Die nächstgelegenen Ortsteile sind Klein Beuchow im Norden, Klein Klessow im Osten, Eisdorf im Süden und Groß Beuchow im Westen. Es befindet sich etwa 85 km südöstlich der Berliner Innenstadt, etwa 70 km südwestlich von Frankfurt (Oder) und etwa 30 km nordwestlich von Cottbus.
Nächstgelegen sind der Naturpark Niederlausitzer Landrücken und das Biosphärenreservat Spreewald.
Das Autobahndreieck Spreewald trägt auf der A 13 die Anschlussstellennummer 10, auf der A 15 die Nummer 1.

## Geschichte
Das Dreieck existiert seit 1962. Bis dahin wurde der Verkehr von und nach Berlin im Gegenverkehr über die Rampen geführt (Brücke über die A 15 fehlte). Bis zur Wende hieß es Abzweig Cottbus und war nur auf der Südseite an die heutige A 13 angebunden. Der Gegenverkehr benutzte die gleiche Spur der Autobahn.
Ursprünglich waren alle Rampen des Dreiecks zweistreifig ausgebaut. Allerdings überschnitt sich der Beschleunigungsstreifen der Rampe Dresden–Berlin mit dem Verzögerungsstreifen der direkt dahinter liegenden Anschlussstelle Lübbenau, so dass in diesem Bereich eine sehr ungewöhnliche Verkehrsführung entstand. In der Folge wurden die meisten Verbindungen auf eine Spur beschränkt.

## Bauform und Ausbauzustand
Beide Autobahnen sind in diesem Bereich vierstreifig angelegt. Die Rampe Berlin–Dresden ist zweispurig ausgeführt, da die A 13, wenn man die Haupttrasse nicht verlässt, zur A 15 wird (TOTSO). Die restlichen Rampen sind einspurig ausgeführt.
Das Dreieck wurde als linksgeführte Trompete angelegt.
Die längere Überquerung verbindet die von Norden kommende A 13 mit der nach Osten verlaufenden A 15, und die kürzere Überquerung verbindet die in Richtung Westen laufende A 15 mit der nach Norden verlaufenden A 13.

## Verkehrsaufkommen
Das Dreieck wird täglich von etwa 45.000 Fahrzeugen befahren.
| Von                | Nach               | Durchschnittliche tägliche Verkehrsstärke | Anteil Schwerlastverkehr |
| ------------------ | ------------------ | ----------------------------------------- | ------------------------ |
| AS Lübbenau (A 13) | AD Spreewald       | 35.600                                    | 18,9 %                   |
| AD Spreewald       | AS Kittlitz (A 13) | 25.200                                    | 13,5 %                   |
| AD Spreewald       | AS Boblitz (A 15)  | 23.100                                    | 18,3 %                   |